# Vol Iran Air 291
Le 21 janvier 1980, à 19 h 11 heure locale, un Boeing 727-86 opérant le vol Iran Air 291, effectuant la liaison entre Machhad et Téhéran en Iran, s'écrase lors de son approche pour la piste 29 de l'aéroport de Téhéran-Mehrabad par temps de brouillard et de neige. L'appareil immatriculé EP-IRD est entré en collision avec les monts Elbourz, à 29 kilomètres au nord de Téhéran. Les 8 membres d'équipage et 120 passagers ont péri dans l'accident et l'avion a été détruit. À cette époque, a tragédie du vol Iran Air 291 était la pire catastrophe aérienne en Iran. 

## Appareil impliqué
L'avion impliqué était un Boeing 727-86 immatriculé EP-IRD (numéro d'usine 19817, numéro de série 537) construit en 1968, qui a effectué son tout premier vol le 17 février 1968. L'avion était propulsé par trois turbosoufflantes Pratt & Whitney JT8D-7B.

## Accident
Le jour de l'accident, les contrôleurs aériens iraniens se sont mis en grève, ce qui a entraîné l'annulation de centaines de vols intérieurs. Puis, à 16 h, la grève est interrompue et les vols reprennent. À 17 h 40, le vol 291 a décollé de l'aéroport de Mashhad à destination de l'aéroport de Téhéran-Mehrabad en Iran. Il y avait 8 membres d'équipage et 120 passagers à bord (les rapports initiaux indiquaient qu'il y avait 8 membres d'équipage et 116 passagers).
A 18 h 52 heure locale, le contrôleur de l'aéroport de Mashhad donne à l'équipage une approche directe de la piste 29. Puis, vers 19 h 5, le régulateur de vol ordonne à l'équipage de prendre un cap à 360° pour rejoindre le radiophare non directionnel de l'approche Varamin. Sans recevoir d'instructions du contrôleur, les pilotes se trouvaient à 17 mi (27,4 km) au nord de la route. Lors de l'approche, le copilote indique au commandant de bord que le VORTAC donne la mauvaise route radiale, mais il ne répond pas à ce message. À 19 h 11 heure locale, heure locale, l'avion est entré en collision avec les montagnes d'Elbourz, à 29 km (18 mi) au nord de Téhéran. Les 8 membres d'équipage et 120 passagers ont péri dans l'accident et l'avion a été détruit[réf. nécessaire].

## Cause
Les chercheurs ont conclu que l'accident était probablement dû au fait que le système d'atterrissage aux instruments et le radar au sol n'étaient pas opérationnels. Le président et cinq fonctionnaires de l'Autorité de l'aviation civile iranienne ont été reconnus coupables d'homicide involontaire à la suite du vol 291,.